# Queguayar
Queguayar es una localidad uruguaya del departamento de Paysandú, y forma parte del municipio de Lorenzo Geyres.

## Ubicación
La localidad se encuentra situada en la zona centro-oeste del departamento de Paysandú, sobre la ruta 3 en su km 410 y en el cruce de esta ruta con el camino conocido como Araújo. Dista 12 km de la localidad de Lorenzo Geyres, 15 km de Quebracho y 40 km de la capital departamental Paysandú.

## Características
La localidad surgió en 2001, con la inauguración de un complejo de viviendas de MEVIR, en el paraje Queguayar. Los habitantes tenían como origen principalmente las zonas de Parada Queguay y Araújo. Dicho complejo se formó con 41 viviendas y un salón comunal, ubicados junto a la ya existente escuela primaria Nº 78.

## Población
Según el censo de 2011 la localidad contaba con una población de 135 habitantes.
| -             | 108 | 135 |
| (Fuente: INE) |     |     |